# Copa do Brasil de Futebol de 2016
A Copa do Brasil de 2016 (por questões de patrocínio Copa Continental Pneus do Brasil) foi a 28.ª edição dessa competição brasileira de futebol organizada pela Confederação Brasileira de Futebol, iniciada em 16 de março, com seu término em 7 de dezembro. O Grêmio Foot-Ball Porto Alegrense sagrou-se campeão e garantiu a vaga para a Copa Libertadores da América de 2017.
Com inclusão do campeão da Copa Verde e da Copa do Nordeste para a Copa Sul-Americana de 2016, a classificação para o torneio continental se dará novamente como nas edições passadas, só que com seis equipes eliminadas até a terceira fase.
Caso as equipes da Série A (não classificadas as oitavas de finais) não sejam suficientes para completar as seis vagas, os quatro melhores da Série B completarão as vagas. Se ainda assim não for suficiente, serão convidados os clubes rebaixados na Série A.

## Participantes
A lista de participantes foi confirmada pela Confederação Brasileira de Futebol (CBF) em 8 de janeiro de 2016.

### Estaduais e seletivas
| UF                  | Clube                | Forma de classificação                                     |
| ------------------- | -------------------- | ---------------------------------------------------------- |
| Acre                | Rio Branco-AC        | Campeão do Estadual 2015                                   |
| Acre                | Galvez               | Vice-campeão do Estadual 2015                              |
| Alagoas             | CRB                  | Campeão do Estadual 2015                                   |
| Alagoas             | Coruripe             | Vice-campeão do Estadual 2015                              |
| Alagoas             | ASA                  | Campeão da primeira fase do Estadual 2015                  |
| Amapá               | Santos-AP            | Campeão do Estadual 2015                                   |
| Amazonas            | Nacional-AM          | Campeão do Estadual 2015                                   |
| Amazonas            | Princesa do Solimões | Vice-campeão do Estadual 2015                              |
| Bahia               | Bahia                | Campeão do Estadual 2015                                   |
| Bahia               | Vitória da Conquista | Vice-campeão do Estadual 2015                              |
| Bahia               | Juazeirense          | Vice-campeão da Copa Governador do Estado da Bahia de 2015 |
| Ceará               | Fortaleza            | Campeão do Estadual 2015                                   |
| Ceará               | Ceará                | Vice-campeão do Estadual 2015                              |
| Ceará               | Guarany de Sobral    | Campeão da Copa Fares Lopes de 2015                        |
| Distrito Federal    | Gama                 | Campeão do Metropolitano 2015                              |
| Distrito Federal    | Brasília             | Vice-campeão do Metropolitano 2015                         |
| Espírito Santo      | Rio Branco-ES        | Campeão do Estadual 2015                                   |
| Goiás               | Goiás                | Campeão do Estadual 2015                                   |
| Goiás               | Aparecidense         | Vice-campeão do Estadual 2015                              |
| Goiás               | Goianésia            | 3º colocado do Estadual 2015                               |
| Maranhão            | Imperatriz           | Campeão do Estadual 2015                                   |
| Maranhão            | Sampaio Corrêa       | Vice-campeão do Estadual 2015                              |
| Mato Grosso         | Cuiabá               | Campeão do Estadual 2015                                   |
| Mato Grosso         | Operário VG          | Vice-campeão do Estadual 2015                              |
| Mato Grosso         | Dom Bosco            | Campeão da Copa FMF de 2015                                |
| Mato Grosso do Sul  | Comercial-MS         | Campeão do Estadual 2015                                   |
| Mato Grosso do Sul  | Ivinhema             | Vice-campeão do Estadual 2015                              |
| Minas Gerais        | Caldense             | Vice-campeão do Estadual 2015                              |
| Minas Gerais        | Cruzeiro             | 3° colocado do Estadual 2015                               |
| Minas Gerais        | Tombense             | 4º colocado do Estadual 2015                               |
| Minas Gerais        | América Mineiro      | 5º colocado do Estadual 2015                               |
| Pará                | Remo                 | Campeão do Estadual 2015                                   |
| Pará                | Independente-PA      | Vice-campeão do Estadual 2015                              |
| Pará                | Parauapebas          | 3º colocado do Estadual 2015                               |
| Paraíba             | Campinense           | Campeão do Estadual 2015                                   |
| Paraíba             | Botafogo-PB          | Vice-campeão do Estadual 2015                              |
| Paraná              | Operário-PR          | Campeão do Estadual 2015                                   |
| Paraná              | Coritiba             | Vice-campeão do Estadual 2015                              |
| Paraná              | Londrina             | 3º colocado do Estadual 2015                               |
| Pernambuco          | Santa Cruz           | Campeão do Estadual 2015                                   |
| Pernambuco          | Salgueiro            | Vice-campeão do Estadual 2015                              |
| Pernambuco          | Sport                | 3º colocado do Estadual 2015                               |
| Piauí               | River-PI             | Campeão do Estadual 2015                                   |
| Piauí               | Parnahyba            | Campeão da Copa Piauí de 2015                              |
| Rio de Janeiro      | Vasco da Gama        | Campeão do Estadual 2015                                   |
| Rio de Janeiro      | Botafogo             | Vice-campeão do Estadual 2015                              |
| Rio de Janeiro      | Flamengo             | 3º colocado do Estadual 2015                               |
| Rio de Janeiro      | Fluminense           | 4º colocado do Estadual 2015                               |
| Rio de Janeiro      | Resende              | Campeão da Copa Rio 2015                                   |
| Rio Grande do Norte | América de Natal     | Campeão do Estadual 2015                                   |
| Rio Grande do Norte | ABC                  | Vice-campeão do Estadual 2015                              |
| Rio Grande do Norte | Globo                | 3° colocado do Estadual 2015                               |
| Rio Grande do Sul   | Brasil de Pelotas    | 3º colocado do Estadual 2015                               |
| Rio Grande do Sul   | Juventude            | 4º colocado do Estadual 2015                               |
| Rio Grande do Sul   | Ypiranga de Erechim  | 5º colocado do Estadual 2015                               |
| Rio Grande do Sul   | Lajeadense           | Campeão da Copa FGF de 2015                                |
| Rondônia            | Genus                | Campeão do Estadual 2015                                   |
| Roraima             | Náutico-RR           | Campeão do Estadual 2015                                   |
| Santa Catarina      | Figueirense          | Campeão do Estadual 2015                                   |
| Santa Catarina      | Joinville            | Vice-campeão do Estadual 2015                              |
| Santa Catarina      | Chapecoense          | 3º colocado do Estadual 2015                               |
| Santa Catarina      | Inter de Lages       | 4º colocado do Estadual 2015                               |
| São Paulo           | Santos               | Campeão do Estadual 2015                                   |
| São Paulo           | Ponte Preta          | 5º colocado do Estadual 2015                               |
| São Paulo           | Red Bull Brasil      | 6º colocado do Estadual 2015                               |
| São Paulo           | Ferroviária          | Campeão da Série A2 do Estadual 2015                       |
| São Paulo           | Linense              | Campeão da Copa Paulista 2015                              |
| Sergipe             | Confiança            | Campeão do Estadual 2015                                   |
| Sergipe             | Estanciano           | Vice-campeão do Estadual 2015                              |
| Tocantins           | Tocantinópolis       | Campeão do Estadual 2015                                   |

### Ranking da CBF
Com a definição dos 70 representantes das federações estaduais e dos seis representantes classificados diretamente às oitavas de final, mais 10 clubes são apurados pelo Ranking da CBF.
| Pos. | Clube               | Pontos |
| ---- | ------------------- | ------ |
| 12º  | Atlético Paranaense | 11 218 |
| 20º  | Vitória             | 7 166  |
| 22º  | Criciúma            | 6 388  |
| 23º  | Avaí                | 6 386  |
| 25º  | Náutico             | 6 139  |
| 28º  | Atlético Goianiense | 5 386  |
| 30º  | Paysandu            | 5 268  |
| 32º  | Portuguesa          | 5 095  |
| 33º  | Bragantino          | 4 984  |
| 34º  | Paraná              | 4 676  |

### Classificados diretamente às oitavas de final
| UF                | Clube            | Forma de classificação                     |
| ----------------- | ---------------- | ------------------------------------------ |
| São Paulo         | Corinthians      | Campeão do Campeonato Brasileiro 2015      |
| São Paulo         | Palmeiras        | Campeão da Copa do Brasil 2015             |
| São Paulo         | São Paulo        | 4º colocado do Campeonato Brasileiro 2015  |
| Minas Gerais      | Atlético Mineiro | Vice-campeão do Campeonato Brasileiro 2015 |
| Rio Grande do Sul | Grêmio           | 3º colocado do Campeonato Brasileiro 2015  |
| Rio Grande do Sul | Internacional    | 5º colocado do Campeonato Brasileiro 2015  |

Notas
- O Palmeiras, que já havia se classificado por ter sido o vice-campeão do Estadual Paulista 2015, foi também campeão da Copa do Brasil de 2015 e por isso disputará a Copa Libertadores da América de 2016, o que lhe garantiu participar diretamente às oitavas de final, abrindo uma vaga em seu Estado.
- O Corinthians, que já havia se classificado por ter sido o terceiro colocado do Estadual Paulista 2015, foi também campeão do Campeonato Brasileiro 2015, se classificando à Copa Libertadores da América de 2016, o que lhe garantiu participar diretamente às oitavas de final, abrindo uma vaga em seu Estado.
- O Atlético Mineiro, que já havia se classificado por ter sido o campeão do Estadual Mineiro 2015, foi também vice-campeão do Campeonato Brasileiro 2015, se classificando à Copa Libertadores da América de 2016, o que lhe garantiu participar diretamente às oitavas de final, abrindo uma vaga em seu Estado.
- O Grêmio, que já havia se classificado por ter sido o vice-campeão do Estadual Gaúcho 2015, foi também o 3º colocado do Campeonato Brasileiro 2015, se classificando à Copa Libertadores da América de 2016, o que lhe garantiu participar diretamente às oitavas de final, abrindo uma vaga em seu Estado.
- O São Paulo, que já havia se classificado por ter sido o quarto colocado do Estadual Paulista 2015, foi também 4º colocado do Campeonato Brasileiro 2015, se classificando à Copa Libertadores da América de 2016, o que lhe garantiu participar diretamente às oitavas de final, abrindo uma vaga em seu Estado.
- O Internacional, que já havia se classificado por ter sido o campeão do Estadual Gaúcho 2015, foi também 5º colocado do Campeonato Brasileiro 2015, o que lhe garantiu participar diretamente às oitavas de final, abrindo uma vaga em seu Estado.

## Transmissão
Desde 1999, a Rede Globo/SporTV detém todos os direitos de mídia (exceto radiofônicos) em território nacional da Copa do Brasil. Ainda assim, a Globo faz questão de revender os direitos para as demais emissoras brasileiras.
Pela TV por assinatura SporTV, ESPN e o FOX Sports transmitem a competição.
Os direitos de propaganda nos estádios e de comercialização para o exterior pertencem a empresa Traffic.

## Sistema de disputa
A disputa se dá no sistema "mata-mata" em todo o campeonato, ou seja, times divididos em chaves de dois, decidindo em 2 jogos, cada jogo com um deles como mandante. Aquele que conseguir mais pontos passa para a fase seguinte, onde o sistema se repete até a final, que decide o campeão. Desde 1989, o campeão tem vaga garantida na Taça Libertadores da América do ano seguinte.
Em 1995 foi estabelecido que, nas duas primeiras fases, se o time visitante vencesse por diferença maior ou igual a três gols no jogo de ida, estaria classificado para a fase seguinte. No ano seguinte, foi estabelecido que a diferença mínima para se qualificar como visitante no jogo de ida seria de dois gols, critério que permanece até os dias de hoje nas duas primeiras fases da competição.

### Critérios de desempate
Em caso de empate de pontos (uma vitória para cada time ou dois empates), os critérios de desempate são:
1. Saldo de gols
2. Número de gols marcados como visitante

Persistindo o empate, a decisão acontece através da cobrança de pênaltis ao final do jogo de volta.
A partir de 2015, foi estipulado que na final a regra de número de gols marcados como visitante deixa de ser critério de desempate

## Fases iniciais

### Sorteio
Foi realizado em 11 de janeiro de 2016, na sede da CBF no Rio de Janeiro. Os 80 times classificados para a competição foram divididos em oito grupos (A a H) com dez clubes cada, de acordo com Ranking da CBF. A partir daí, os cruzamentos entre os grupos foram os seguintes: A x E; B x F; C x G e D x H.

#### Potes do sorteio
Entre parênteses, a classificação do clube no Ranking da CBF
| Primeira fase | Primeira fase | Primeira fase | Primeira fase |
| Pote A | Pote B | Pote C | Pote D |
| --- | --- | --- | --- |
| - Cruzeiro (3) - Santos (4) - Flamengo (6) - Fluminense (10) - Vasco da Gama (11) - Atlético Paranaense (12) - Botafogo (13) - Coritiba (14) - Goiás (15) - Figueirense (16)        | - Ponte Preta (17) - Bahia (18) - Sport (19) - Vitória (20) - Ceará (21) - Criciúma (22) - Avaí (23) - Chapecoense (24) - Náutico (25) - ABC (26)                                                 | - Joinville (27) - Atlético Goianiense (28) - América de Natal (29) - Paysandu (30) - América Mineiro (31) - Portuguesa (32) - Bragantino (33) - Paraná (34) - Santa Cruz (35) - ASA (38)               | - Sampaio Corrêa (39) - CRB (40) - Fortaleza (42) - Salgueiro (47) - Cuiabá (50) - Botafogo-PB (56) - Londrina (58) - Juventude (59) - Nacional-AM (64) - Rio Branco-AC (65)       |
| Pote E | Pote F | Pote G | Pote H |
| - Brasil de Pelotas (66) - Remo (69) - Confiança (70) - Tombense (71) - Campinense (72) - Santos-AP (76) - Coruripe (78) - River-PI (79) - Guarany de Sobral (80) - Lajeadense (81) | - Vitória da Conquista (82) - Goianésia (83) - Resende (85) - Globo (89) - Operário VG (90) - Náutico-RR (92) - Aparecidense (93) - Princesa do Solimões (94) - Caldense (95) - Operário-PR (102) | - Gama (107) - Independente-PA (110) - Ypiranga de Erechim (114) - Brasília (117) - Rio Branco-ES (118) - Genus (120) - Parnahyba (128) - Estanciano (132) - Comercial-MS (133) - Red Bull Brasil (142) | - Inter de Lages (143) - Imperatriz (144) - Juazeirense (174) - Tocantinópolis (210) - Ferroviária (–) - Linense (–) - Parauapebas (–) - Dom Bosco (–) - Galvez (–) - Ivinhema (–) |

### Primeira fase
Em itálico, os clubes que possuem o mando de campo no primeiro jogo do confronto e em negrito os clubes classificados.
| Equipe 1            | Total       | Equipe 2             | 1.º jogo | 2.º jogo |
| ------------------- | ----------- | -------------------- | -------- | -------- |
| Rio Branco-AC       | 1–2         | Galvez               | 0–1      | 1–1      |
| Santos              | 4–1         | Santos-AP            | 1–1      | 3–0      |
| América de Natal    | 3–3 (gf)    | Gama                 | 0–1      | 3–2      |
| ABC                 | 4–3         | Goianésia            | 1–1      | 3–2      |
| Goiás               | 3–3 (7–8 p) | River-PI             | 1–2      | 2–1      |
| Botafogo-PB         | 2–2 (6–5 p) | Linense              | 1–1      | 1–1      |
| Joinville           | 2–1         | Comercial-MS         | 1–1      | 1–0      |
| Ceará               | 3–3 (gf)    | Resende              | 2–2      | 1–1      |
| CRB                 | 2–0         | Ivinhema             | 2–0      | –        |
| Vasco da Gama       | 3–1         | Remo                 | 1–0      | 2–1      |
| Náutico             | 1–1 (gf)    | Vitória da Conquista | 0–0      | 1–1      |
| Santa Cruz          | 1–0         | Rio Branco-ES        | 1–0      | 0–0      |
| Londrina            | 7–0         | Parauapebas          | 1–0      | 6–0      |
| Cruzeiro            | 3–2         | Campinense           | 0–0      | 3–2      |
| Portuguesa          | 2–2 (gf)    | Parnahyba            | 1–2      | 1–0      |
| Vitória             | 6–3         | Náutico-RR           | 3–2      | 3–1      |
| Juventude           | 3–1         | Tocantinópolis       | 1–1      | 2–0      |
| Coritiba            | 3–0         | Guarany de Sobral    | 3–0      | –        |
| Criciúma            | 2–3         | Operário-PR          | 1–2      | 1–1      |
| Paysandu            | 4–1         | Independente-PA      | 2–1      | 2–0      |
| Nacional-AM         | 1–3         | Dom Bosco            | 0–2      | 1–1      |
| Atlético Paranaense | 2–1         | Brasil de Pelotas    | 1–1      | 1–0      |
| Paraná              | 3–1         | Estanciano           | 1–1      | 2–0      |
| Chapecoense         | 4–1         | Princesa do Solimões | 2–1      | 2–0      |
| Fortaleza           | 3–1         | Imperatriz           | 1–1      | 2–0      |
| Flamengo            | 3–1         | Confiança            | 0–1      | 3–0      |
| América Mineiro     | 4–3         | Red Bull Brasil      | 1–1      | 3–2      |
| Bahia               | 3–1         | Globo                | 0–0      | 3–1      |
| Salgueiro           | 1–2         | Ferroviária          | 0–1      | 1–1      |
| Fluminense          | 3–0         | Tombense             | 3–0      | –        |
| Atlético Goianiense | 2–4         | Ypiranga de Erechim  | 2–2      | 0–2      |
| Sport               | 1–4         | Aparecidense         | 0–2      | 1–2      |
| Sampaio Corrêa      | 2–2 (gf)    | Inter de Lages       | 2–1      | 0–1      |
| Figueirense         | 2–0         | Lajeadense           | 2–0      | –        |
| ASA                 | 2–3         | Genus                | 0–2      | 2–1      |
| Ponte Preta         | 3–2         | Caldense             | 2–1      | 1–1      |
| Cuiabá              | 1–1 (4–5 p) | Juazeirense          | 0–1      | 1–0      |
| Botafogo            | 2–1         | Coruripe             | 1–0      | 1–1      |
| Bragantino          | 2–0         | Brasília             | 2–0      | –        |
| Avaí                | 2–1         | Operário VG          | 0–1      | 2–0      |

### Segunda fase
Em itálico, os clubes que possuem o mando de campo no primeiro jogo do confronto e em negrito os clubes classificados.
| Equipe 1            | Total       | Equipe 2             | 1.º jogo | 2.º jogo |
| ------------------- | ----------- | -------------------- | -------- | -------- |
| Santos              | 3–0         | Galvez               | 3–0      | –        |
| Gama                | 2–2 (4–1 p) | ABC                  | 1–1      | 1–1      |
| Botafogo-PB         | 2–0         | River-PI             | 1–0      | 1–0      |
| Ceará               | 2–0         | Joinville            | 1–0      | 1–0      |
| Vasco da Gama       | 2–1         | CRB                  | 1–0      | 1–1      |
| Santa Cruz          | 2–0         | Vitória da Conquista | 2–0      | –        |
| Cruzeiro            | 2–0         | Londrina             | 2–0      | –        |
| Vitória             | 3–1         | Portuguesa           | 0–0      | 3–1      |
| Coritiba            | 2–3         | Juventude            | 0–1      | 2–2      |
| Paysandu            | 2–1         | Operário-PR          | 0–1      | 2–0      |
| Atlético Paranaense | 7–2         | Dom Bosco            | 2–2      | 5–0      |
| Chapecoense         | 3–2         | Paraná               | 1–2      | 2–0      |
| Flamengo            | 2–4         | Fortaleza            | 1–2      | 1–2      |
| Bahia               | 0–1         | América Mineiro      | 0–0      | 0–1      |
| Fluminense          | 6–3         | Ferroviária          | 3–3      | 3–0      |
| Aparecidense        | 3–4         | Ypiranga de Erechim  | 1–3      | 2–1      |
| Figueirense         | 3–1         | Sampaio Corrêa       | 2–1      | 1–0      |
| Ponte Preta         | 4–0         | Genus                | 1–0      | 3–0      |
| Botafogo            | 3–1         | Juazeirense          | 2–1      | 1–0      |
| Avaí                | 1–2         | Bragantino           | 0–1      | 1–1      |

### Terceira fase
Em itálico, os clubes que possuem o mando de campo no primeiro jogo do confronto e em negrito os clubes classificados.
| Equipe 1            | Total    | Equipe 2            | 1.º jogo | 2.º jogo |
| ------------------- | -------- | ------------------- | -------- | -------- |
| Santos              | 3–0      | Gama                | 0–0      | 3–0      |
| Ceará               | 0–3      | Botafogo-PB         | 0–3      | 0–0      |
| Santa Cruz          | 3–4      | Vasco da Gama       | 1–1      | 2–3      |
| Cruzeiro            | 4–2      | Vitória             | 2–1      | 2–1      |
| Paysandu            | 1–2      | Juventude           | 0–0      | 1–2      |
| Chapecoense         | 1–1 (gf) | Atlético Paranaense | 0–0      | 1–1      |
| Fortaleza           | 4–2      | América Mineiro     | 0–1      | 4–1      |
| Ypiranga de Erechim | 1–3      | Fluminense          | 1–1      | 0–2      |
| Ponte Preta         | 5–0      | Figueirense         | 0–0      | 5–0      |
| Botafogo            | 3–2      | Bragantino          | 2–2      | 1–0      |

### Qualificação para a Copa Sul-Americana
Os seis melhores clubes eliminados até a terceira fase classificaram-se para a Copa Sul-Americana de 2016.
| Pos. | Clube               | Campanha                  | Pos. Brasileirão 2015 |
| ---- | ------------------- | ------------------------- | --------------------- |
| 1    | Sport               | Eliminado (Primeira fase) | 6º Série A            |
| 2    | Santos              | Nas oitavas de final      | 7º Série A            |
| 3    | Cruzeiro            | Nas oitavas de final      | 8º Série A            |
| 4    | Atlético Paranaense | Nas oitavas de final      | 10º Série A           |
| 5    | Ponte Preta         | Nas oitavas de final      | 11º Série A           |
| 6    | Flamengo            | Eliminado (Segunda fase)  | 12º Série A           |
| 7    | Fluminense          | Nas oitavas de final      | 13º Série A           |
| 8    | Chapecoense         | Eliminado (Terceira fase) | 14º Série A           |
| 9    | Coritiba            | Eliminado (Segunda fase)  | 15º Série A           |
| 10   | Figueirense         | Eliminado (Terceira fase) | 16º Série A           |
| 11   | Botafogo            | Nas oitavas de final      | 1º Série B            |
| 12   | Santa Cruz[CNE]     | Eliminado (Terceira fase) | 2º Série B            |
| 13   | Vitória             | Eliminado (Terceira fase) | 3º Série B            |
| 14   | América Mineiro     | Eliminado (Terceira fase) | 4º Série B            |
| 15   | Avaí                | Eliminado (Segunda fase)  | 17º Série A           |
| 16   | Vasco da Gama       | Nas oitavas de final      | 18º Série A           |
| 17   | Goiás               | Eliminado (Primeira fase) | 19º Série A           |
| 18   | Joinville           | Eliminado (Segunda fase)  | 20º Série A           |

- CNE ^  O Santa Cruz está classificado por ter vencido a Copa do Nordeste, com isso o Vitória herdou a sexta vaga.

## Fase final

### Oitavas de final

#### Sorteio
Participaram do sorteio as 10 associações classificadas da terceira fase adicionadas das 6 equipes previamente classificadas.
Para esta fase, foi realizado um novo sorteio, no dia 02 de agosto de 2016, na sede da CBF. No pote 1, estavam os times que participaram da Copa Libertadores da América de 2016 mais o Internacional, além dos dois melhores times no Ranking da CBF que se classificaram da terceira fase. No pote 2, estavam os outros 8 times que se classificaram da terceira fase.
Para os jogos das oitavas, um primeiro sorteio determinou os confrontos dos times do pote 1 contra o pote 2 e um segundo sorteio determinou quais times decidirão o confronto em casa. Os oito times classificados às quartas de final passarão por um novo sorteio, desta vez sem alinhamento, para definir o chaveamento até a decisão da competição.
| Pote 1 | Pote 2 |
| --- | --- |
| Corinthians (1) Grêmio (2) Cruzeiro (3) Santos (4) São Paulo (5) Atlético Mineiro (7) Palmeiras (8) Internacional (9) | Fluminense (10) Vasco da Gama (11) Atlético Paranaense (12) Botafogo (13) Ponte Preta (17) Fortaleza (42) Botafogo-PB (56) Juventude (59) |

Entre parênteses, o Ranking da CBF

#### Confrontos
Em itálico, os clubes que possuem o mando de campo no primeiro jogo do confronto e em negrito os clubes classificados. 
| Equipe 1            | Total       | Equipe 2      | 1.º jogo | 2.º jogo |
| ------------------- | ----------- | ------------- | -------- | -------- |
| Santos              | 5–3         | Vasco da Gama | 3–1      | 2–2      |
| Internacional       | 3–1         | Fortaleza     | 3–0      | 0–1      |
| Atlético Mineiro    | 3–3 (gf)    | Ponte Preta   | 1–1      | 2–2      |
| São Paulo           | 2–2 (gf)    | Juventude     | 1–2      | 1–0      |
| Fluminense          | 1–2         | Corinthians   | 1–1      | 0–1      |
| Botafogo            | 2–6         | Cruzeiro      | 2–5      | 0–1      |
| Atlético Paranaense | 1–1 (3–4 p) | Grêmio        | 0–1      | 1–0      |
| Palmeiras           | 3–1         | Botafogo-PB   | 3–0      | 0–1      |

### Quartas de final

#### Sorteio
Para esta fase, foi realizado um novo sorteio, pela CBF, no dia 23 de setembro às 9h (UTC–3) no auditório da entidade. Todos os oito clubes classificados estiveram em pote único. A partir desta fase, a definição dos confrontos das próximas fases acontecerão por emparelhamento. A regra do gol fora de casa não será aplicada na final.
| Pote único                                                                            |
| ------------------------------------------------------------------------------------- |
| Atlético Mineiro Corinthians Cruzeiro Grêmio Internacional Juventude Palmeiras Santos |